# Sybra bifasciculosa
Sybra bifasciculosa är en skalbaggsart som beskrevs av Stefan von Breuning 1956. Sybra bifasciculosa ingår i släktet Sybra och familjen långhorningar.
Artens utbredningsområde är Filippinerna. Inga underarter finns listade i Catalogue of Life.